# Réserve écologique de Plateau Mountain
La réserve écologique de Plateau Mountain (anglais : Plateau Mountain Ecological Reserve) est une réserve naturelle de l'Alberta (Canada) située dans le district d'amélioration de Kananaskis. Cette réserve protège un plateau de haute altitude ayant plusieurs attraits exceptionnels. Elle inclut une caverne ayant des cristaux de glace. Le sol du plateau est composé d'un pergélisol ayant des cercles de pierre, des sols polygonaux et des ostioles.